# Callulops personatus
Espèce
Synonymes
- Phrynomantis personata Zweifel, 1972

Statut de conservation UICN

 LC  : Préoccupation mineure
Callulops personatus est une espèce d'amphibiens de la famille des Microhylidae.

## Répartition

Aire de répartition de Callulops personatus.

Cette espèce est endémique de Papouasie-Nouvelle-Guinée. Elle se rencontre dans les provinces de Sandaun et du Sepik oriental.

## Publication originale
- Zweifel, 1972 : Results of the Archbold Expeditions No. 97. A revision of the frogs of the subfamily Asterophryinae, family Microhylidae. Bulletin of the American Museum of Natural History, vol. 148, p. 411-546 (texte intégral).